# Adenopeltis
Adenopeltis é um género botânico pertencente à família Euphorbiaceae.

## Espécies
- Adenopeltis colliguaya
- Adenopeltis colliguayana
- Adenopeltis serrata
- Lista das espécies